# 나무섬 (상목도)

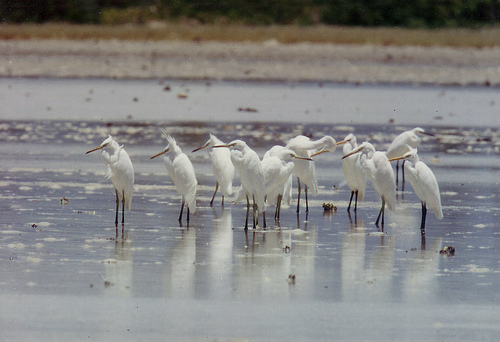
노랑부리백로

나무섬은 충청남도 보령시 오천면에 있는 섬이다. 주변도서인 '하목도(下木島)'와 함께 '상목도(上木島)'나 '남섬'으로도 불렸다. 특정도서로 지정하여 관리되고 있다.

## 특정도서
'나무섬'은 멸종위기동물인 노랑부리백로 집단서식지로, 백로(쇠백로, 중백로, 중대백로), 왜가리, 해오라기가 집단으로 서식하고 있어 독도 등 도서지역의 생태계보전에 관한 특별법에 의거 특정도서로 지정되었다.
- 지정번호 : 제48호
- 면적 : 8,331m2
- 지번 : 충청남도 보령시 오천면 효자도리 산1

## 조류상
물새는 가마우지과 민물가마우지, 가마우지 2종, 백로과 해오라기, 흰날개해오라기, 중대백로, 중백로, 노랑부리백로, 쇠백로, 왜가리 7종, 오리과 흰뺨검둥오리 1종, 검은머리물떼새 1종, 갈매기과 괭이갈매기 1종이 관찰되었다. 산새는 두견이과 뻐꾸기 1종, 딱새과 솔딱새 1종, 박새과 박새 1종이 관찰되었다. 나무섬에서 발견된 전체 조류는 총 8과 15종이 관찰되었다.
환경부지정 멸종위기야생생물은 Ⅰ급인 노랑부리백로와 Ⅱ급인 검은머리물떼새가 관찰되었다.

## 보호대책
백로류의 둥지자원으로 이용되고 있는 섬 중앙부의 이대가 고사함에 따라 둥지자리가 부족하여 인접한 하목도로 상당수 번식 개체들이 분산되어 번식하는 것으로 판단된다. 이대가 고사한 지역에는 미국자리공, 유채 등 외부로부터 유입된 식물들이 자라고 있다. 특정도서의 생태계를 유지·관리하기 위해서는 이와 같이 유입된 식물의 제거가 필요하다.

## 행위제한
특정도서안에서는 「대한민국 독도 등 도서지역의 생태계보전에 관한 특별법」 제8조에 의거 누구든지 다음 각호의 1에 해당하는 행위를 하거나 허가를 하여서는 아니된다.
- 건축물·공작물의 신축·개축·증축
- 개간·매립·준설 또는 간척
- 택지의 조성·토지의 형질변경·토지의 분할
- 공유수면의 매립
- 입목·죽의 벌채 또는 훼손
- 도로의 신설
- 흙·모래·자갈·돌의 채취, 광물의 채굴, 지하수의 개발
- 가축의 방목, 야생동물의 포획·살생 또는 그 알의 채취, 야생식물의 채취
- 특정도서에 서식하거나 도래하는 야생 동·식물 또는 특정도서 안에 존재하는 자연적 생성물을 그 섬 밖으로 반출하는 행위
- 특정도서 안으로 생태계 위해 외래 동·식물을 반입하는 행위
- 폐기물을 매립 또는 투기하는 행위
- 인화물질을 이용하여 음식물을 짓거나 야영을 하는 행위
- 지질·지형·자연적 생성물의 형상손괴 기타 이와 유사한 행위